# Shibapai
Shibapai är ett berg i Kina. Det ligger i provinsen Jiangxi, i den sydöstra delen av landet, omkring 260 kilometer söder om provinshuvudstaden Nanchang. Toppen på Shibapai är 1 176 meter över havet.
Shibapai är den högsta punkten i trakten. Runt Shibapai är det ganska tätbefolkat, med 192 invånare per kvadratkilometer. Närmaste större samhälle är Juncun, 12,8 km söder om Shibapai. I omgivningarna runt Shibapai växer i huvudsak blandskog.
Genomsnittlig årsnederbörd är 1 925 millimeter. Den regnigaste månaden är maj, med i genomsnitt 327 mm nederbörd, och den torraste är oktober, med 21 mm nederbörd.